# Biopsie

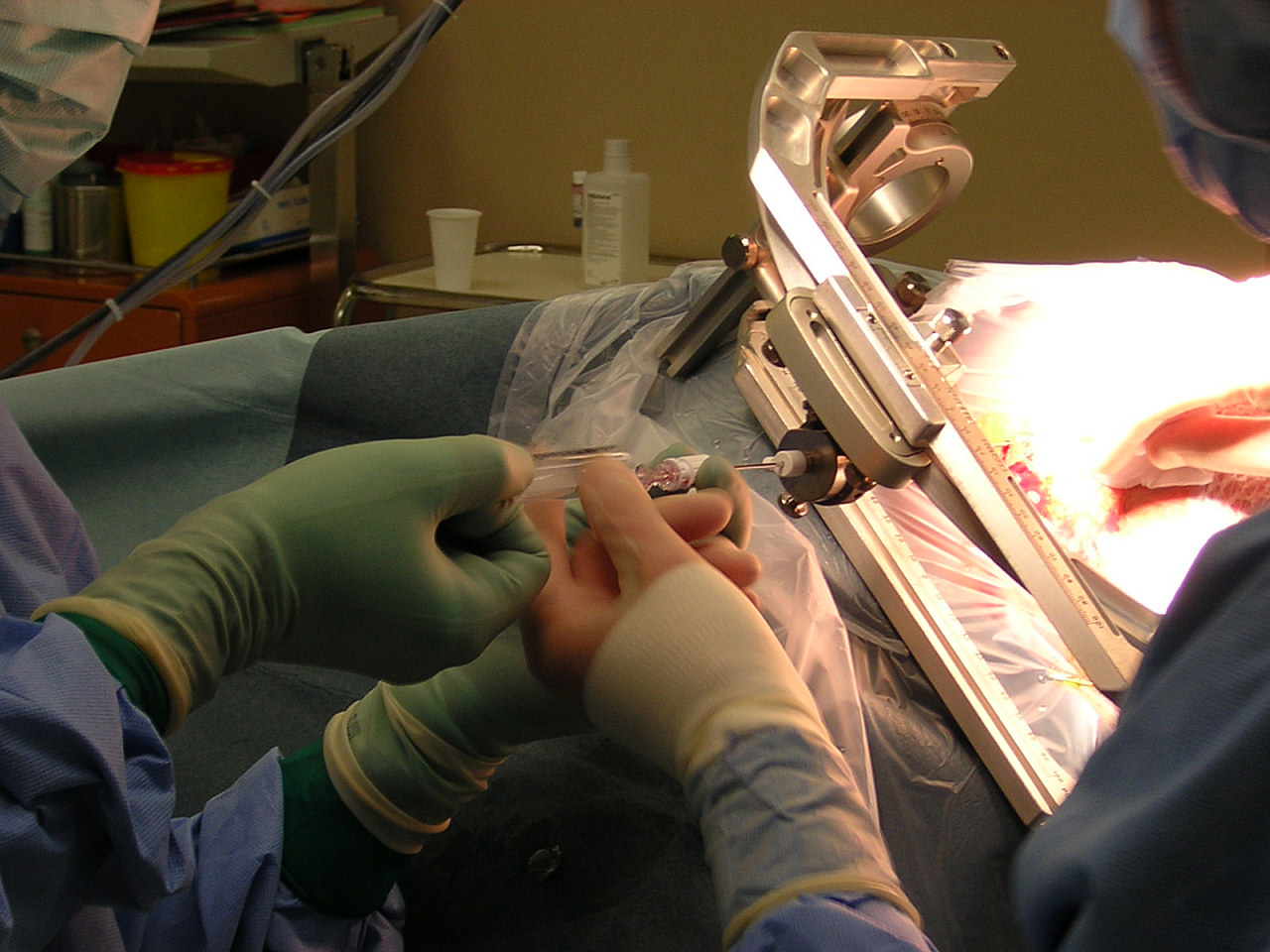
Biopsie cerebrală.

Biopsia este un test medical frecvent efectuat de către un chirurg sau de un radiolog care implică eșantionare de celule sau țesut pentru examinare. 
Biopsia este prelevare medicală de țesut de la un subiect viu pentru a determina prezența sau gradul unei boli. Țesutul este examinat în general sub un microscop de către un patolog și poate fi de asemenea, analizat chimic. Atunci când un nod întreg sau o zonă  suspectă este eliminată, procedura se numeste biopsie excizională. Atunci când doar o mostră de țesut este eliminată, cu conservarea arhitecturii histologice a celulelor țesutului, procedura se numeste biopsie incizională sau puncție bioptică. Atunci când un eșantion de țesut sau lichid este eliminat cu un ac într-un mod prin care celulele sunt eliminate fără păstrarea arhitecturii histologice a celulelor țesutului, procedura se numește biopsia aspirativă cu ac fin.

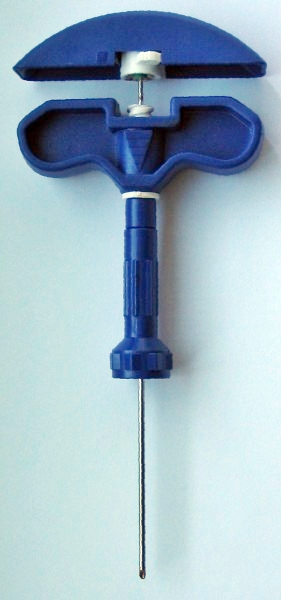
Ac pentru biopsie din măduva spinării

## Pistolul de biopsie
Proiectat pentru tăierea biopsiei tuturor tipurilor de țesuturi moi (ficat, rinichi, tiroidian, pancreas, prostată, glandă mamară etc.)
Pentru o biopsie de bază (biopsie de bază, biopsie cor-biopsie, tăiere biopsie), puncția se realizează cu un ac special de unică folosință care este atașat la arma biopsiei. Acul este format din două părți - un harpon și un tub. În momentul lucrărilor, arma împușcă harponul la viteză mare, care fixează țesătura moale în canelură, iar apoi trefilul se împușcă la fel de repede, a cărui margine de tăiere taie coloana de țesătură situată în canelura harponului. Această procedură vă permite să nu obțineți câteva celule, ci un țesut complet al formării.

## Analiza materialului biopsizat
După efectuarea biopsiei, proba de țesut care a fost îndepărtată de la pacient este trimisă la laboratorul de patologie. Un patolog este specializat în diagnosticarea bolilor (cum ar fi cancerul) prin examinarea țesutului sub microscop. Când laboratorul (vezi histologia) primește proba de biopsie, țesutul este prelucrat și o bucată de țesut extrem de subțire este îndepărtată din mostră și atașată la un diapozitiv de sticlă. Orice țesut rămas este salvat pentru utilizare în studii ulterioare, dacă este necesar.
Diapozitivul cu țesutul atașat este tratat cu coloranți care pată țesut, ceea ce permite ca celulele individuale din țesut să fie văzute mai clar. Diapozitivul este dat apoi patologului, care examinează țesutul sub microscop, caută orice constatări anormale. Patologul pregătește apoi un raport care enumeră orice constatări anormale sau importante din biopsie. Acest raport este trimis medicului care a efectuat inițial biopsia pacientului.